# Мартини, Коринна
Коринна Мартини (нем. Corinna Martini, 19 июня 1985, Винтерберг, Северный Рейн-Вестфалия) — немецкая саночница, выступающая за сборную Германии с 2005 года. Трёхкратная чемпионка национального первенства среди юниоров, обладательница двух бронзовых медалей молодёжного чемпионата мира, дважды бронзовая и один раз серебряная призёрша европейского первенства.

## Биография
Коринна Мартини родилась 19 июня 1985 года в городе Винтерберг, земля Северный Рейн-Вестфалия. Активно заниматься санным спортом начала ещё в возрасте шести лет, в 2001 году дебютировала на юниорском Кубке мира, где в первом же сезоне заняла первое место общего зачёта, а в следующем году взяла золото молодёжного национального первенства. За два последующих сезона дважды выиграла бронзовые награды на юниорском чемпионате мира и в 2005 году впервые стала привлекаться во взрослую сборную.
14 января 2007 года состоялось первое выступление Мартини на взрослом Кубке мира, на домашней трассе в Оберхофе спортсменка сразу показала третий результат, обогнав многих именитых саночниц. Тем не менее, конкуренция в главной немецкой команде по-прежнему оставалась высокой, ведущими были Татьяна Хюфнер, Натали Гайзенбергер и Анке Вишневски, тогда как Мартини часто исполняла роль запасной, принимая участие лишь в отдельных кубковых этапах. В 2009 году ей удалось пробиться на чемпионат мира в американском Лейк-Плэйсиде, однако удачным это выступление назвать нельзя, немка финишировала только семнадцатой. При этом в кубковом сезоне 2009/10 ездила на все этапы и заняла в итоге шестое место в мировом рейтинге сильнейших саночниц.
На чемпионате Европы 2010 года в латвийской Сигулде Коринна Мартини завоевала медали сразу в двух дисциплинах: серебряную в женском одиночном разряде, уступив лишь россиянке Татьяне Ивановой, и бронзовую в командных соревнованиях. На европейском первенстве 2012 года в российском Парамоново она пополнила медальную коллекцию ещё одной бронзовой медалью программы одиночных саней. В свободное от санного спорта время любит слушать музыку и кататься на мотоцикле, после окончания спортивной карьеры планирует продолжить службу в департаменте полиции.